# Ս
Das Sê (Ս und ս) ist der 29. Buchstabe des armenischen Alphabets. Der Buchstabe stellt den Laut [⁠s⁠] dar und wird im Deutschen mit dem Buchstaben S (zwischen Vokalen mit dem Digraphen Ss) transkribiert.
Es ist dem Zahlenwert 2000 zugeordnet.

## Zeichenkodierung
Das Sê ist in Unicode an den Codepunkten U+054D (Großbuchstabe) bzw. U+057D (Kleinbuchstabe) zu finden.